# Trabant 1.1
 (octobre 2024).
Si vous disposez d'ouvrages ou d'articles de référence ou si vous connaissez des sites web de qualité traitant du thème abordé ici, merci de compléter l'article en donnant les références utiles à sa vérifiabilité et en les liant à la section « Notes et références ».
La Trabant 1.1 est une automobile produite entre 1990 et 1991 par l’usine est-allemande VEB Sachsenring Automobilwerk Zwickau (AWZ). La 1.1 a été la dernière voiture construite sur le site de Zwickau avant le rachat de l’entreprise par Volkswagen.

## Histoire

### Volkswagen à la rescousse
Depuis le début des années 1980, la direction d’AWZ songe à installer un moteur quatre temps sous le capot de la Trabant 601. En effet, la solution du bloc deux temps est devenue totalement obsolète et ses derniers défenseurs à l’Ouest (DKW et Saab notamment) l’ont abandonnée depuis longtemps. 
Mais avant de lancer ce nouveau projet, l’usine doit obtenir l’aval des autorités. Celles-ci donnent finalement leur accord le 9 octobre 1984.
Ayant devancé la décision officielle, les responsables de l’industrie automobile est-allemande négociaient depuis 1983 avec Volkswagen pour construire des moteurs sous licence en RDA. Le géant de Wolfsbourg accepte que soit monté le petit quatre-cylindres quatre temps de 1 043 cm3 de la Polo sur la Trabant 601. L’usine AWE d’Eisenach héritera quant à elle du 1300 de la Golf pour sa Wartburg 353.
Soucieux d’adapter sa voiture à ce moteur moderne, AWZ tente de mettre la 601 au goût du jour, en abandonnant par exemple les ressorts à lames de la suspension pour des ressorts hélicoïdaux.
En décembre 1988, les 150 premiers exemplaires de présérie sont assemblés. La voiture s’appelle désormais Trabant 1.1, en référence à la cylindrée (en litres) de son moteur.
Mais le vent de renouveau qui s’abat sur la RDA et le Bloc de l’Est en 1989 va bien évidemment reléguer au second plan les projets de l’usine, et c’est seulement le 21 mai 1990 que la première Trabant 1.1 de série quitte enfin les chaînes de montage. À cette époque, la RDA n’a plus que quelques mois à vivre…

### La triste fin de la «Trabi»
Si la 1.1 est une véritable révolution pour l’usine (mais pas pour l’industrie automobile est-allemande, car la Wartburg 1.3 à moteur de Golf est en vente depuis 1988), cela ne se distingue pas au premier coup d’œil. La bouille caractéristique de la Trabant est pratiquement inchangée, et seuls les gros pare-chocs en plastique, les feux arrière plus imposants et la calandre redessinée permettent d’identifier le nouveau modèle. Les performances n’ont en revanche plus rien à voir : forte de 41 ch, la 1.1 atteint désormais 125 km/h, contre à peine 110 pour la 601. Côté carrosseries, on retrouve la berline, le break Universal (qui est désormais la version la plus produite), la Tramp, auxquels s’ajoute une inédite déclinaison pick-up.
Le 3 octobre 1990, le drapeau de la République démocratique allemande cesse définitivement  de flotter sur Berlin : l’Allemagne est réunifiée. 
Désireux de se développer à l’Est, Volkswagen se porte acquéreur du site industriel d’AWZ à Zwickau. Totalement anachronique, la Trabant est condamnée. 
Quelques jours après la dernière Wartburg 1.3 à Eisenach, l’ultime Trabant 1.1 quitte l’usine de Zwickau le 30 avril 1991 à 14 h 51, sous les applaudissements des ouvriers. Il s’agit d’un break de couleur rose.

### Exportation et production
La 1.1 est arrivée au moment où le marché automobile est-allemand s’ouvrait, et a subi de plein fouet la concurrence des berlines d’occasion fabriquées à l’Ouest : Volkswagen Golf, Opel Kadett, Ford Escort, Renault 19… La majorité de la production a ainsi été écoulée dans les pays « frères », Hongrie et Pologne en tête. 
En 1994, la société Sachsenring Automobilwerk GmbH (héritière d’AWZ) a rapatrié 444 breaks de Turquie, et tenté de les écouler auprès des nostalgiques à 19 444 marks l’unité, un prix considérable qui n’a décidé que 93 acheteurs en Allemagne. En mai 1996, les exemplaires restants sont bradés à 9 999 marks chacun par une chaîne de supermarchés.
AWZ a fabriqué au total 3 096 099 Trabant (P50, P60, 601 et 1.1) entre 1958 et 1991, dont 38 994 modèles 1.1.

## Galerie

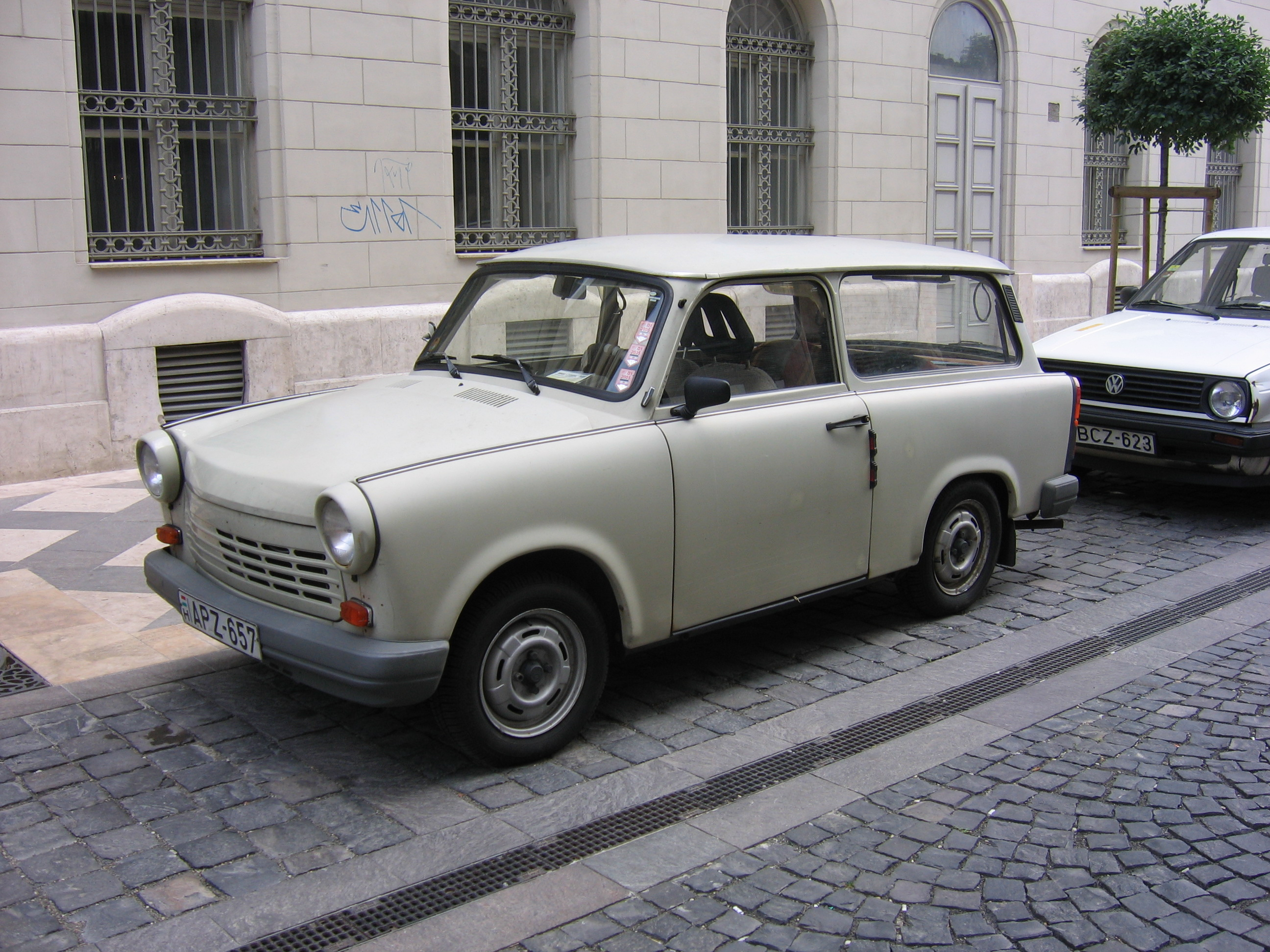
Trabant 1.1 Universal à Budapest.
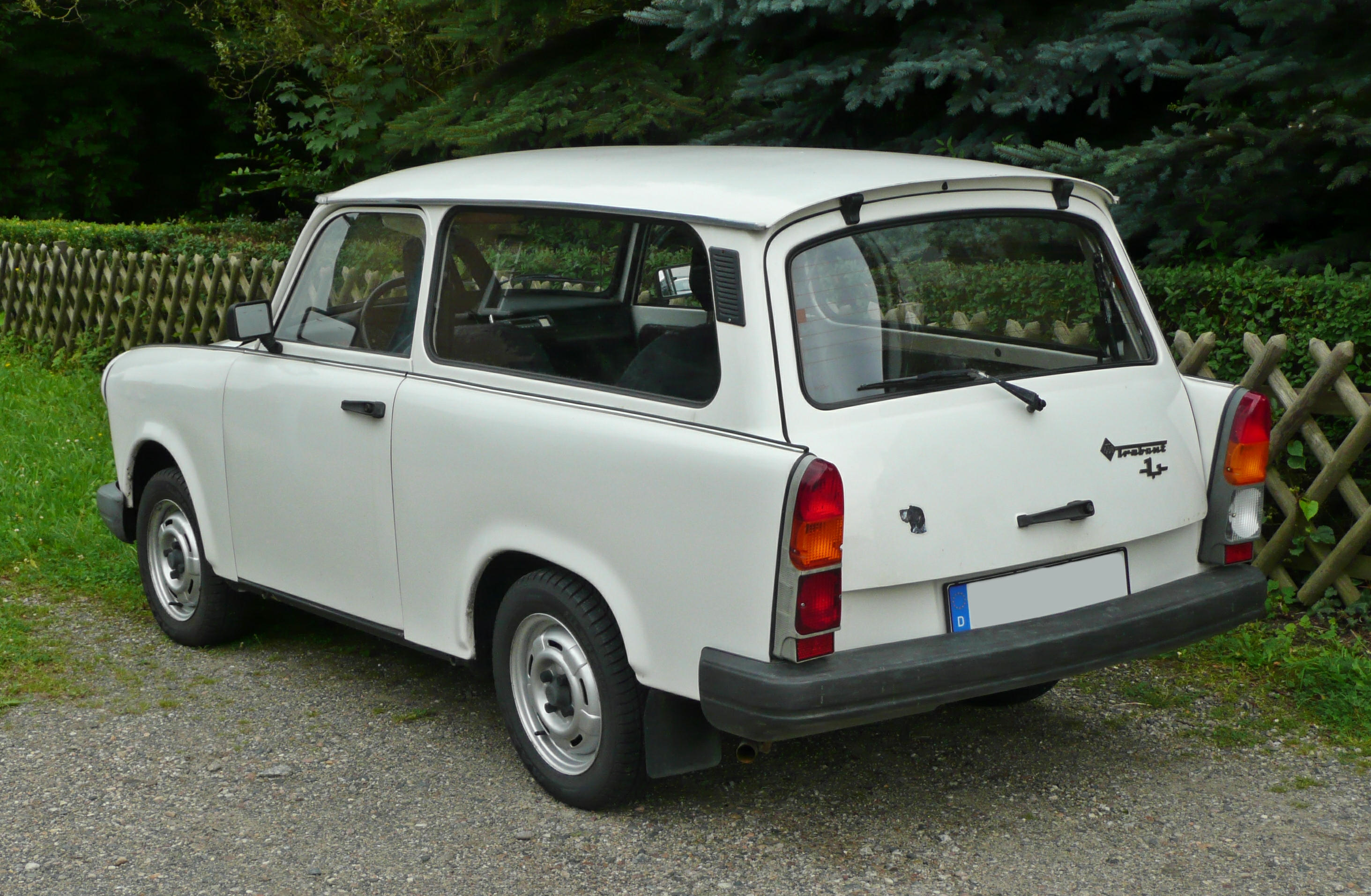
Trabant 1.1 Universal, vue arrière.
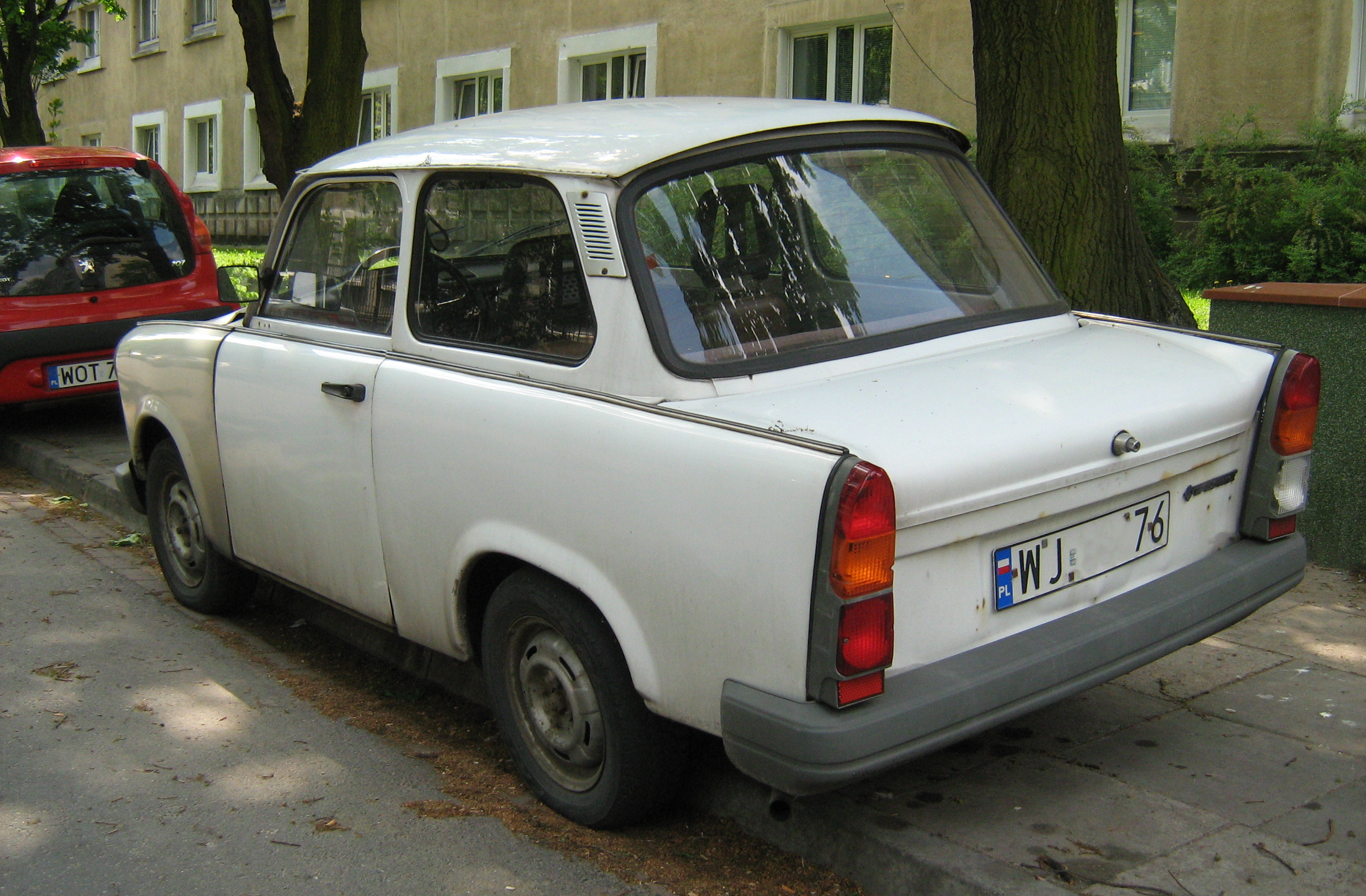
Trabant 1.1 Limousine à Varsovie.
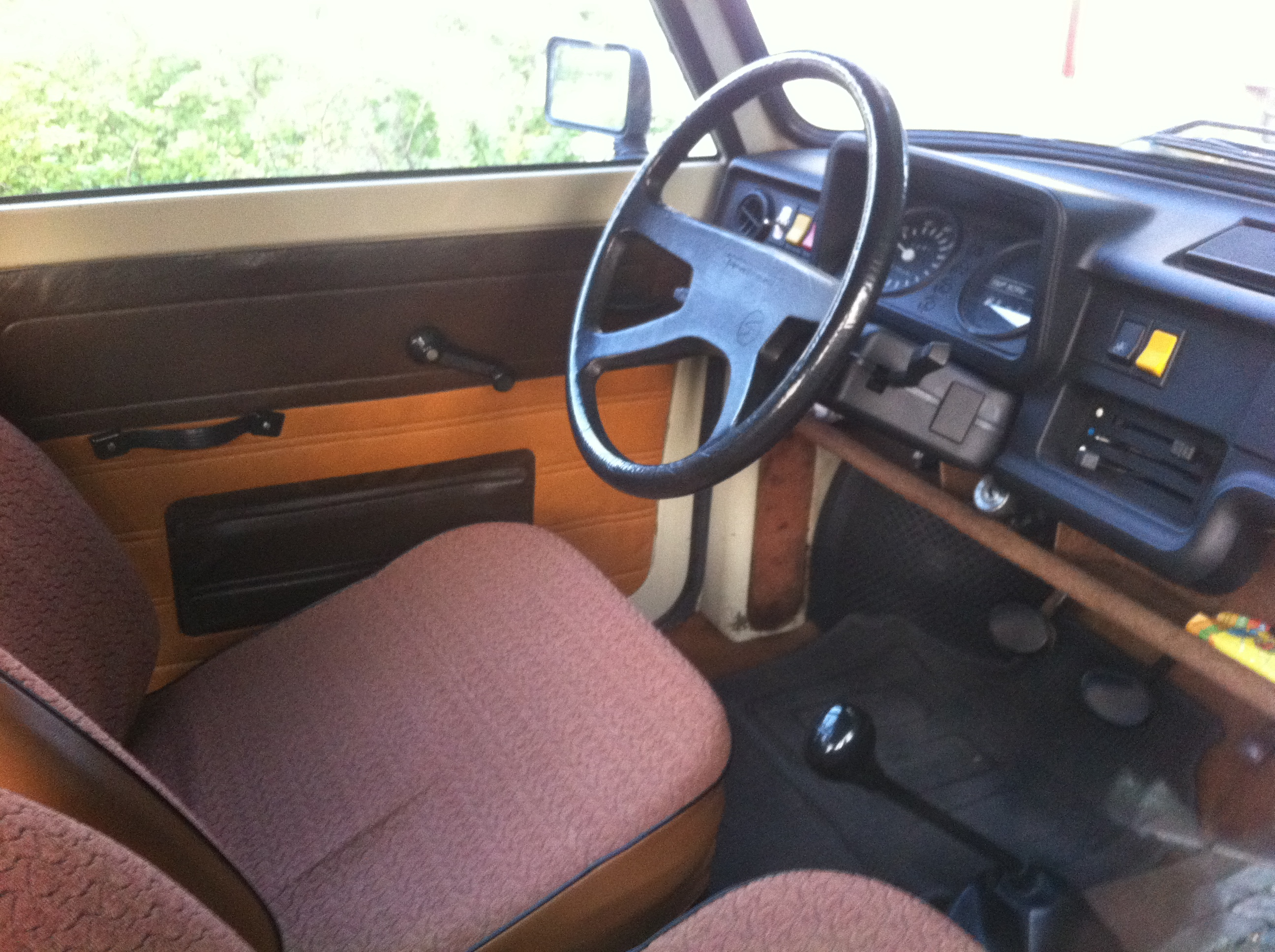
L’intérieur d’une berline Trabant 1.1.
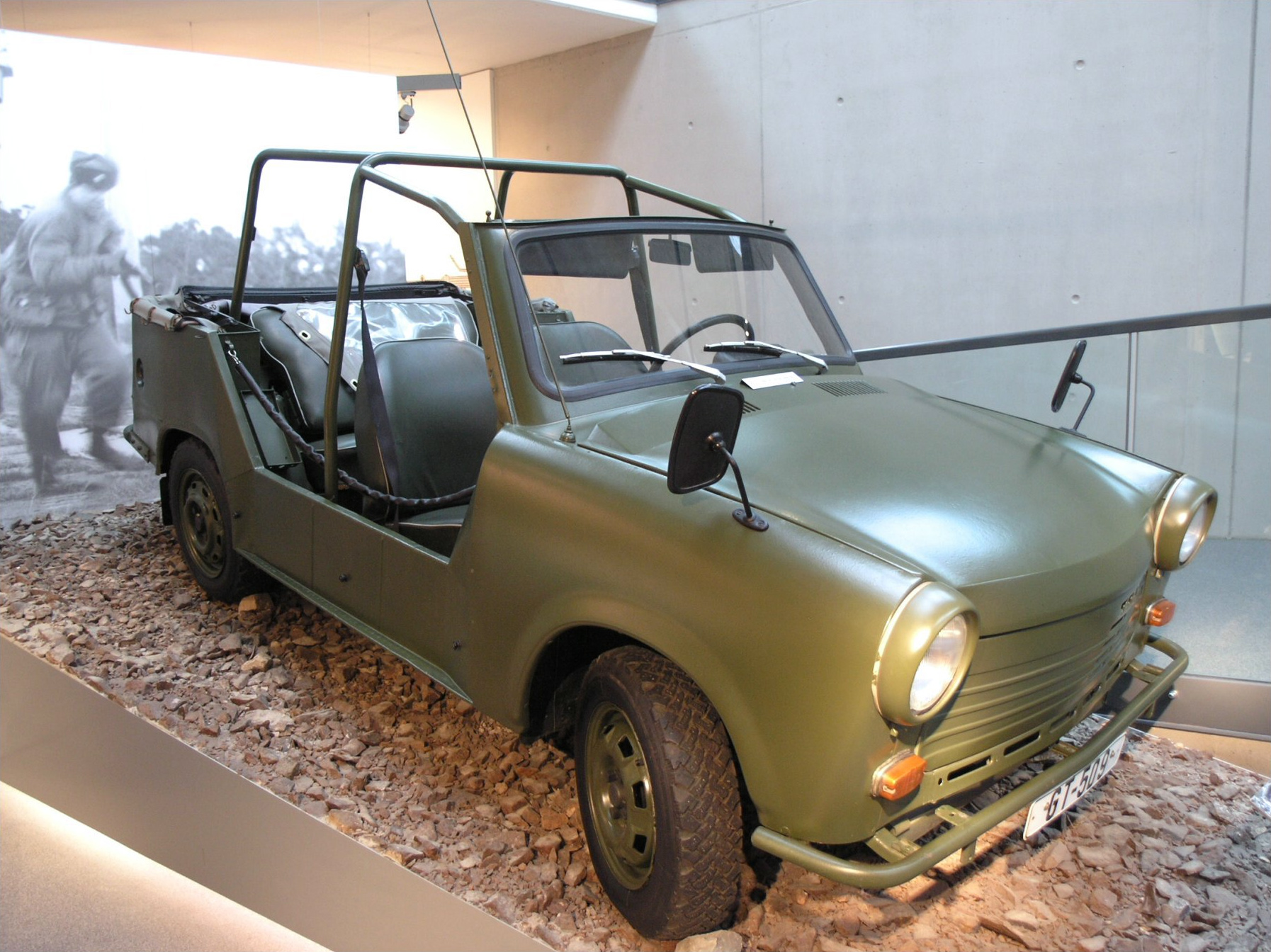
Trabant 1.1 Wagon à benne

## Sources
- Bernard Vermeylen, Voitures des pays de l'Est, E-T-A-I, Boulogne-Billancourt, 2008  (ISBN 9782726888087)